# Pomocnicza Lotnicza Służba Kobiet
Pomocnicza Lotnicza Służba Kobiet (PLSK, Waafki) ang.  Women’s Auxiliary Air Force Service – polska pomocnicza formacja wojskowa działająca podczas II wojny światowej.

## Historia
Po zawarciu Układu Sikorski-Majski i amnestii dla obywateli polskich w ZSRR rozpoczęto tworzenie Polskich Sił Zbrojnych w ZSRR. Wtedy to, w obliczu dużego napływu polskich kobiet z inicjatywy gen. Władysława Andersa we wrześniu 1941 r. utworzono Pomocniczą Służbę Kobiet, do której zaciąg rozpoczął się już w sierpniu. Służba kobiet w Polskich Siłach Zbrojnych była możliwa dzięki uchwalonej przed wojną Ustawie z dnia 9 kwietnia 1938 o powszechnym obowiązku obronnym (Dz.U. z 1938 r. nr 25, poz. 220).
Formacja ta nie była podzielona tak jak Polskie Siły Zbrojne na wojska lądowe, marynarkę i lotnictwo. Dopiero 1942 r. pojawiła się propozycja wyodrębnienia z PSK służby lotniczej i morskiej. 28 listopada 1942 Inspektor Polskich Sił Powietrznych gen. bryg. pil. Stanisław Ujejski zwrócił się do Naczelnego Wodza gen. Władysława Sikorskiego w sprawie potrzeb personalnych w Polskich Siłach Powietrznych. Gen. Ujejski określił te potrzeby na 859 ochotniczek natychmiastowo, a docelowo 1535. Ustalono, że łączny zaciąg go służby pomocniczej lotnictwa obejmie 1485 kobiet. Minister obrony narodowej gen. dyw. Marian Kukiel 14 grudnia 1942 r. wydał rozporządzenie o zaciągu ochotniczek do służby lotniczej, a 19 lutego 1943 r. rozporządzenie o powstaniu Pomocniczej Służby Lotniczej Kobiet (PSLK).
23 marca 1943 zawarto porozumienie z brytyjskim Ministerstwem Lotnictwa, na mocy którego PLSK stała się częścią brytyjskiej lotniczej służby kobiet Women’s Auxiliary Air Force (stąd potoczne określenie Polek służących w PLSK: waafki). Pierwszy zaciąg odbył się wiosną 1943 r. i objął 36 ochotniczek, które później miały być instruktorkami na kolejnych szkoleniach. Pierwszy etap rekrutacji obejmował szkolenie prowadzone przez Polskie Siły Zbrojne, które odbyło się w Falkirk w Szkocji w okresie 1 maja – 10 czerwca 1943 r. Po tym szkoleniu 17 czerwca ochotniczki zostały wcielone do WAAF i 18 czerwca w Wilmslow rozpoczęły brytyjski kurs rekrucki, który trwał 5 tygodni. Podczas następnych zaciągów kurs ten trwał 2 miesiące ze względu na słabą lub żadną znajomość angielskiego przez ochotniczki. Po tym kursie 36 ochotniczek zostało podzielonych na dwie grupy. Pierwsza, składająca się z 12 kobiet została skierowana na kurs oficerski do Windermere trwający od 20 sierpnia do 19 października 1943 r. Po ukończeniu tego kursu ochotniczki uzyskały pierwszy stopnień oficerski podporucznika/Assistant Section Officer (Polki nosiły podwójne stopnie wojskowe: polskie i brytyjskie). Pozostałe 24 ochotniczki zostały skierowane na kurs podoficerski również do Windermere, który trwał 3 tygodnie od 20 sierpnia 1943 r. Po ukończeniu kursu zostały im nadane stopnie kaprala/Leading Aircraftwoman oraz zostały rozmieszczone w stacjach lotniczych Halton, Hucknall, Newton i Hemswell.
Ochotniczki zastępowały mężczyzn w niemal wszystkich rodzajach prac (z wyjątkiem walki oraz pilotowania samolotów bojowych). Kobiety oficerowie (razem 52) zajmowały stanowiska w administracji, zaopatrzeniu, wywiadzie, oświacie (razem 8 specjalności). Kobiety podoficerowie i szeregowe służyły jako mechanicy, kierowcy, kucharki, kancelistki, magazynierki, sanitariuszki, telefonistki, w żandarmerii, itp. (razem 45 specjalności). Łącznie odbyło się dziewięć zaciągów, w czasie których kurs rekrucki rozpoczęło 1399 ochotniczek. Komendantką pierwszego kursu była brytyjska oficer WAAF, następnych ppor. Aniela Palędzka, por. Helena Paszkiewicz i por. Anna Semilska. Pierwszą komendantką PLSK została por Helena Paszkiewicz (dosłużyła się stopnia majora/Squadron Officer, najwyższego stopnia jaki otrzymała Polska w PLSK). Komendantką pozostała aż do rozwiązania PLSK w 1946 r.

## Podwójne stopnie wojskowe ochotniczek PSLK
| Stopeiń WAAF              | Skrót | Stopień polski      | Skrót      |
| ------------------------- | ----- | ------------------- | ---------- |
| Group Officer             | G/O   | pułkownik           | płk.       |
| Wing Officer              | W/O   | podpułkownik        | ppłk.      |
| Squadron Officer          | Sq/O  | major               | mjr        |
| Flight Officer            | Flt/O | kapitan             | kpt.       |
| Section Officer           | S/O   | porucznik           | por.       |
| Assistant Section Officer | A/S/O | podporucznik        | ppor.      |
| Warrant Officer           | W/O   | chorąży             | chor.      |
| Flight Sergeant           | F/Sgt | starszy sierżant    | st. sierż. |
| Sergeant                  | Sgt   | sierżant            | sierż.     |
| Corporal                  | Cpl   | plutonowy           | plut.      |
| Leading Aircraftwoman     | LACW  | kapral              | kpr.       |
| Aircraftwoman 1st Class   | ACW 1 | starszy szeregowiec | st. szer.  |
| Aircraftwoman 2nd Class   | ACW 2 | ochotniczka         | och.       |